# فاريويل
فاريويل (بالفرنسية: Favreuil)‏ هي بلدية تقع في إقليم باد كاليه من منطقة نور با دو كاليه في شمال فرنسا. تبلغ مساحة هذه المدينة 4.93 (كم²)، وترتفع عن سطح البحر 110 م، يبلغ عدد سكانها 242 نسمة حسب إحصاء المعهد الوطني للإحصاء والدراسات الاقتصادية سنة 2009 م. وترأس Eugène Burdiak البلدية خلال فترة (2008-2014).